# Idea agamarschana
Idea agamarschana är en fjärilsart som beskrevs av Felder 1865. Idea agamarschana ingår i släktet Idea och familjen praktfjärilar. Inga underarter finns listade i Catalogue of Life.

## Bildgalleri

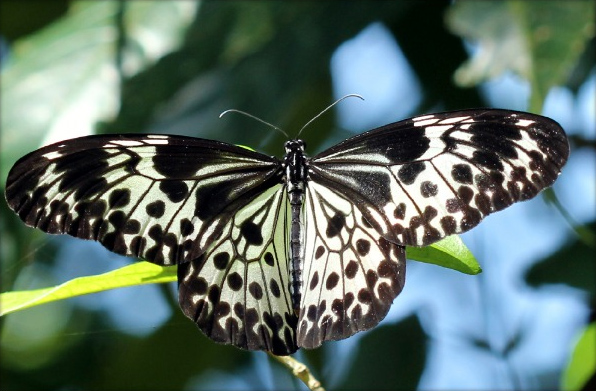
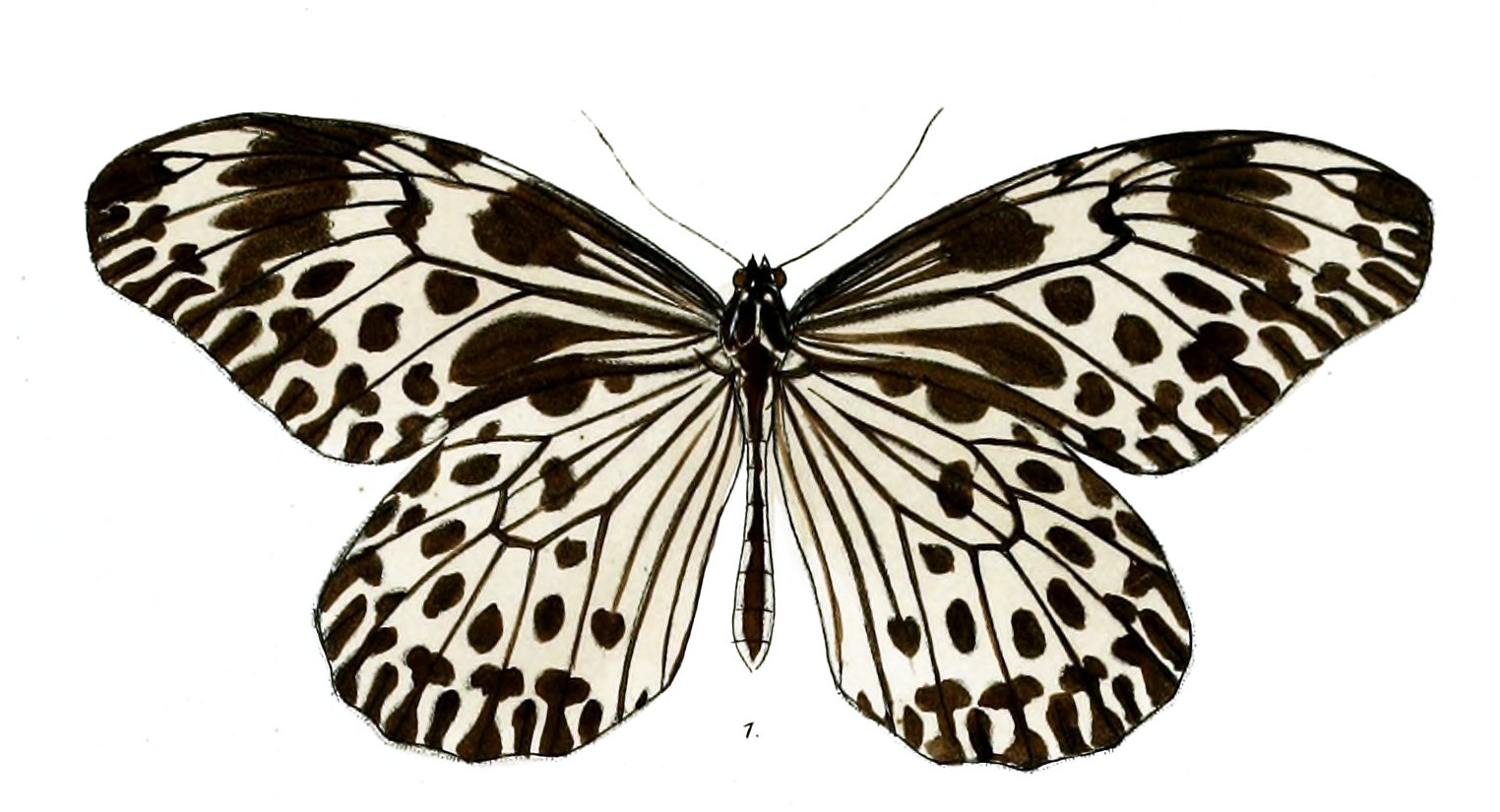
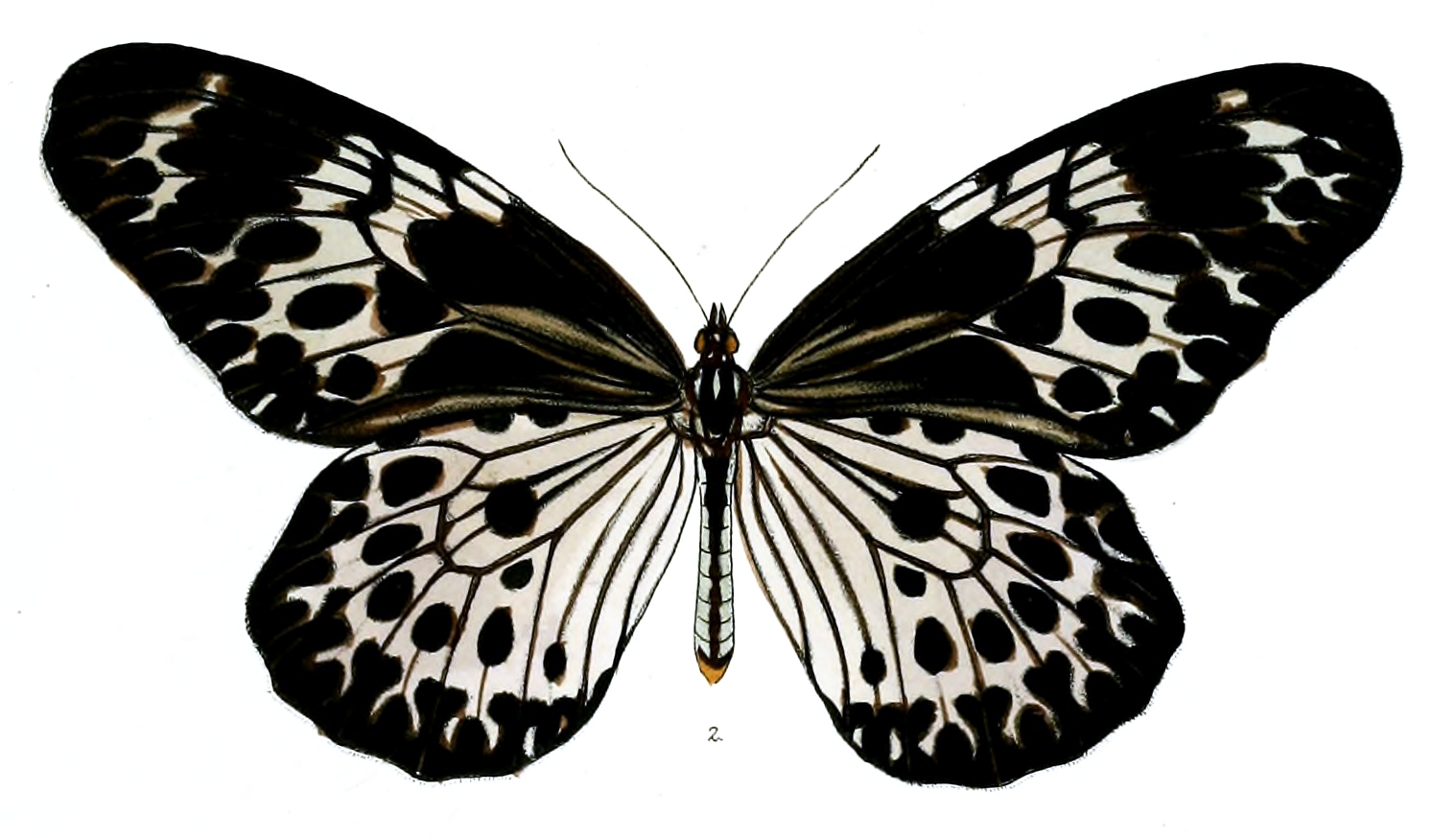
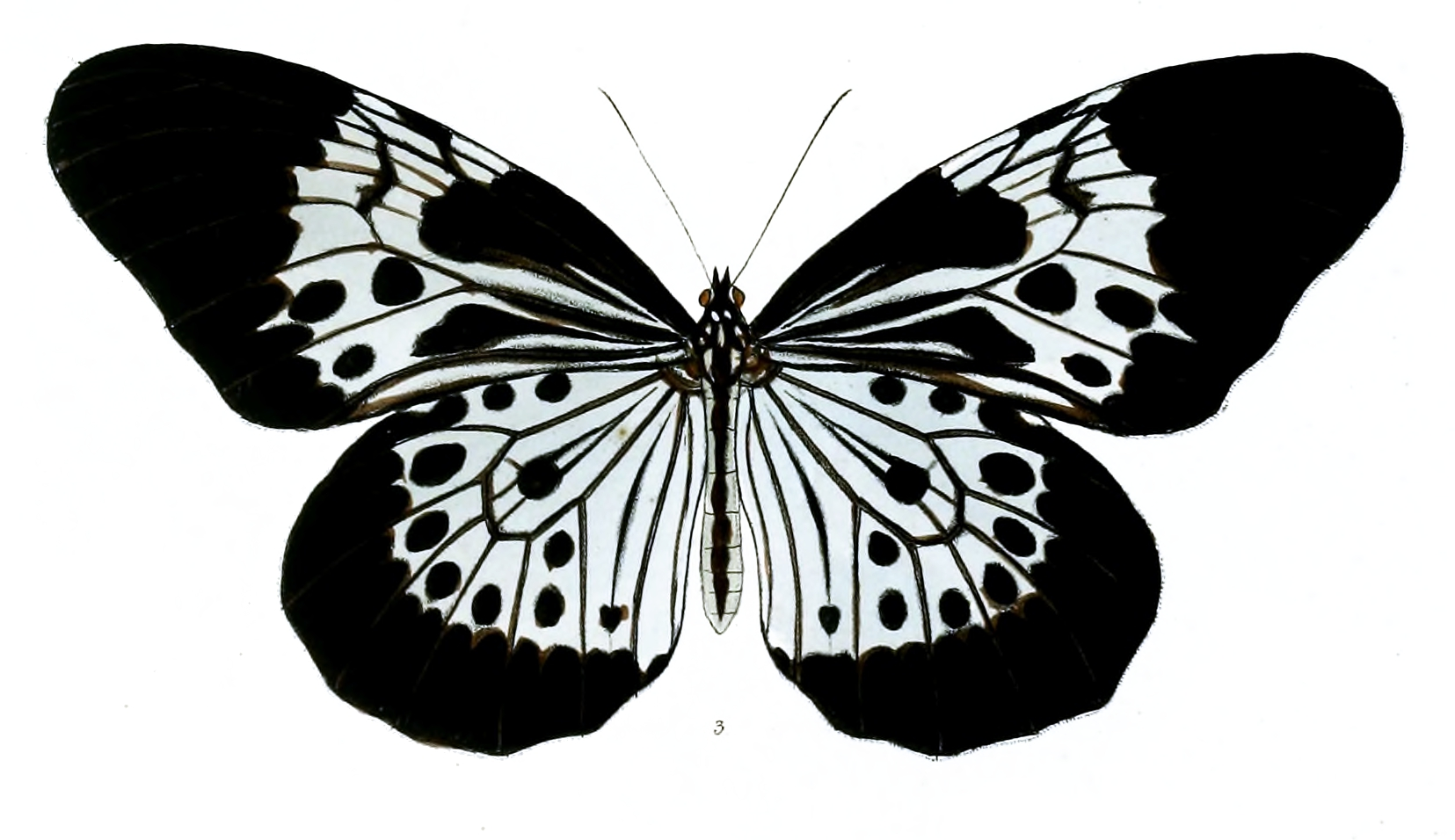